# Mordet i Sussex
Mordet i Sussex (Chickenfeed) är en kortroman av den engelska kriminalförfattaren Minette Walters, som släpptes på engelska 2006 och i svensk översättning av Ann-Sofie Gyllenhak 2007.
Romanen är baserad på ett verkligt mord som inträffade i Sussex 1924, där Norman Thorne styckmördade sin fästmö Elsie Cameron.